# Kirpitschny (Kursk)
Kirpitschny (russisch Кирпичный) ist ein Weiler (chutor) in der Oblast Kursk in Russland. Es gehört zum Rajon Lgow und zur Landgemeinde (selskoje posselenije) Gustomojski selsowjet.

## Geographie
Der Ort liegt gut 77 km Luftlinie westlich des Oblastverwaltungszentrums Kursk im südwestlichen Teil der Mittelrussischen Platte, 14 km nordwestlich des Rajonverwaltungszentrums Lgow, 10 km vom Sitz des Dorfsowjet – Gustomoi, 43 km von der Grenze zwischen Russland und der Ukraine, am Fluss Seim (linker Nebenfluss der Desna).

### Klima
Das Klima im Ort ist wie im Rest des Rajons kalt und gemäßigt. Es gibt während des Jahres eine erhebliche Niederschlagsmenge. Dfb lautet die Klassifikation des Klimas nach Köppen und Geiger.

## Bevölkerungsentwicklung
| Jahr | Einwohner |
| ---- | --------- |
| 2002 | 38        |
| 2010 | 9         |

Anmerkung: Volkszählungsdaten

## Verkehr
Kirpitschny liegt 10 km von der Straße regionaler Bedeutung 38K-017 (Kursk – Lgow – Rylsk – Grenze zur Ukraine) als Teil der Europastraße E38, 12,5 km von der Straße 38K-023 (Lgow – Konyschowka), 16,5 km von der Straße interkommunaler Bedeutung 38N-144 (Konyschowka – Makaro-Petrowskoje, mit Auffahrt nach Beljajewo und Tschernitscheno), 3,5 km von der Straße 38N-152 (38N-144 – Schustowo – Korobkino) und 13 km vom nächsten Bahnhof Scherekino (Eisenbahnstrecke Nawlja – Lgow-Kijewskij) entfernt.
Der Ort liegt 158 km vom internationalen Flughafen von Belgorod entfernt.